# Battambang
Battambang (khmer: ក្រុងបាត់ដំបង, tr. Bătdâmbâng, ɓatɗɑmɓɑŋ) er en by i det nordvestlige Cambodja. Med et estimeret indbyggertal på omkring  indbyggere er det den tredjestørste by i Cambodja. Den er hovedby i provinsen Battambang.
Battambang ligger ved floden Sangker, ca. 290 km nordvest for Cambodjas hovedstad Phnom Penh. Byen blev grundlagt i 1000-tallet af Khmerriget.